# Lirceolus smithii
Lirceolus smithii és una espècie de crustaci isòpode pertanyent a la família dels asèl·lids.

## Distribució geogràfica
Es troba a un aqüífer davall diversos comtats del centre de Texas (els Estats Units).